# Desa Salamsari (administrativ by i Indonesien, lat -7,29, long 110,16)
Desa Salamsari är en administrativ by i Indonesien.   Den ligger i provinsen Jawa Tengah, i den västra delen av landet, 400 km öster om huvudstaden Jakarta.